# Iselin Steiro
Iselin Vollen Steiro, född 15 september 1985, är en norsk modell. Steiro upptäcktes 1999 under ett besök i London. Hon startade med haute couture 2003 och har jobbat för Prada och Calvin Klein.

## - Referenser
1. ↑  Fashion Model Directory, Fashion Model Directory modell-ID: iselin_steiro, läst: 4 april 2022.[källa från Wikidata]